# Tom Robbins
Tom Robbins, all'anagrafe Thomas Eugene Robbins (Blowing Rock, 22 luglio 1932 – La Conner, 9 febbraio 2025), è stato uno scrittore statunitense.

## Opere
- Another Roadside Attraction (1971), trad. Hilia Brinis, Uno zoo lungo la strada, Baldini e Castoldi, 1997
- Even Cowgirls Get the Blues (1976), trad. Hilia Brinis, Il nuovo sesso: Cowgirl, Baldini e Castoldi, 1994
- High Times (1978 - racconto), trad. Matteo Guarnaccia, Il fungo magico, Stampa Alternativa, 1993
- The Purpose of the Moon (1979 - racconto), trad. Luca Ferrari, Lo scopo della luna, Stampa Alternativa, 1994
- Still Life with Woodpecker (1980), trad. Francesco Franconeri, Natura morta con picchio, Mondadori, 1981; Baldini e Castoldi, 1998
- Jitterbug Perfume (1984), trad. Francesco Franconeri, Profumo di Jitterbug, Mondadori, 1985; Baldini e Castoldi, 1999
- Skinny Legs and All (1990), trad. Bernardo Draghi, Coscine di pollo, Leonardo, 1992; Baldini e Castoldi, 1998
- Half Asleep in Frog Pajamas (1994), trad. Hilia Brinis, Beati come rane su una foglia di ninfea, Baldini e Castoldi, 1995
- Fierce Invalids Home from Hot Climates (2000), trad. Hilia Brinis, Feroci invalidi di ritorno dai paesi caldi, Baldini e Castoldi, 2001
- Villa Incognito (2003), trad. Hilia Brinis, Villa Incognito, Baldini Castoldi e Dalai, 2004
- Wild Ducks Flying Backward (2005), trad. Massimo Bocchiola, Le anatre selvatiche volano al contrario. Racconti e scritti vari, Baldini Castoldi e Dalai, 2007
- B is for Beer (2009), trad. Salvatore G. Fichera, "B" come birra, Baldini Castoldi e Dalai, 2010
- Tibetan Peach Pie: A True Account of an Imaginative Life (2014), trad. Michele Trionfera, Tibetan Peach Pie, cronache di una vita immaginifica, Edizioni Tlon, 2017

## Adattamenti cinematografici
- Cowgirl - Il nuovo sesso (Even Cowgirls Get the Blues), regia di Gus Van Sant (1993)

## Altri lavori
Nel 1997 collabora con i Gang scrivendo e recitando parte della canzone Colpevole Di Ghetto dell'album Fuori dal controllo.